# Tarcento
Tarcento (Tarcint in friulano, Čenta in sloveno e in po nasen) è un comune italiano di 8 862 abitanti del Friuli-Venezia Giulia, collocato ai piedi delle Prealpi Giulie, nella Valle del Torre. Conosciuto anche come "Perla del Friuli", il comune conobbe un particolare sviluppo fra la fine dell'Ottocento e gli inizi del Novecento, diventando un’importante meta di villeggiatura del Triveneto, pur perdendo gradualmente prestigio dopo il terremoto del 1976.

## Geografia fisica

### Territorio
Attraversata dal Torrente Torre, Tarcento si trova a 230 m s.l.m. a circa 20 km a nord di Udine. La cittadina si adagia sulle pendici dei monti Campeon (759m), Stella (785m) e La Bernadia (878m) ed è caratterizzata da una vasta varietà ambientale data dalla sua funzione di cerniera fra l’alta Valle del Torre e la zona pedemontana delle Prealpi Giulie. Infatti, Tarcento si colloca in un'area punto di incontro fra diverse realtà geografiche: a nord le Prealpi Giulie, imponenti bastionate calcaree che serrano l'orizzonte tra cui il monte Chiampon (1709m), Cuel di Lanis (1629m), Monti Musi (1878m), Gran Monte (Cima Briniza 1636m) e il monte Cuarnan (1378m); a sud l'alta pianura friulana, ad est i colli orientali e a ovest l'anfiteatro morenico del Tagliamento, il sistema collinare originatosi dopo l'ultima glaciazione.

### Clima
Tarcento appartiene alla zona climatica E. Ha un clima sub-continentale con inverni relativamente freddi, estati calde, afose e forte piovosità, dovuta alla vicinanza con la catena dei Monti Musi, una delle zone più piovose d'Europa e la più piovosa d'Italia, che funge da conca, garantendo da una parte protezione al comune dai venti di Tramontana, dall'altra un costante ammasso di nubi cariche di pioggia, spinte e alimentate dai venti di Scirocco e Libeccio provenienti dal vicino litorale Adriatico che investono, nei periodi tra ottobre e maggio e senza trovare impedimenti orografici, tutta la Pedemontana e in modo eccezionale proprio la Val Torre.

## Storia
I primi documenti che riportano il nome di Tarcento risalgono al XII secolo, ma la città vanta origini molto più antiche: gli studiosi parlano infatti di popolazioni paleolitiche alle quali si sono succeduti insediamenti preistorici, quindi celtici, e poi naturalmente la colonizzazione dei Romani, che probabilmente fortificò la zona per via della sua posizione strategica come crocevia commerciale posto fra gli insediamenti di Cividale e Gemona. Per trovare la prima citazione del nome dobbiamo tuttavia attendere il 1126, quando Tarcento era feudo dei Machland, famiglia di nobili provenienti da Perg (Austria). La famiglia fece erigere due manieri, entrambi sul colle di Coia: il superiore, quello di S. Lorenzo, oggi completamente raso al suolo e l'inferiore, di cui rimane un torrione che domina il paese. Nel 1219 i Machland furono sostituiti dai di Caporiacco. Nel 1281 il Patriarca di Aquileia Raimondo della Torre assegnò il feudo al nobile Artico di Castel Porpetto. Tarcento rimase così sotto la giurisdizione dei Castel di Porpetto fino all'avvento di Napoleone (1797). Nel 1352 venne demolito il castello inferiore, che venne tuttavia successivamente ricostruito usando anche materiale recuperato da quello a sua volta distrutto di San Lorenzo, o superiore. Nello stesso periodo (probabilmente a partire dal 1356) la comunità tarcentina cominciò ad autogestirsi tramite un Assemblea dei capifamiglia (denominata Vicinìa) con regole comunitarie approvate dal giurisdicente di Castello. Tale organo politico rimase attivo fino al XVII secolo, quando venne sostituito dal cosiddetto Consiglio di Credenza, composto da 12 membri, che in seguito saliranno a 30. Nel 1420 anche il territorio di Tarcento venne occupato dai Veneziani. Nel 1511, fu uno degli epicentri della "rivolta friulana del giovedì grasso", sommossa popolare contadina in cui i castelli e altri edifici nobiliari della zona vennero incendiati e i nobili torturati ed uccisi. Nello stesso anno Tarcento fu anche colpita da un rovinoso terremoto che non fece altro che peggiorare la condizione dell'insediamento. Il paese venne poi ricostruito anche grazie allo stabilirsi definitivo della famiglia di Castello che assunse successivamente il nome di Frangipane e che contribuì negli anni ad uno sviluppo urbanistico della città erigendo numerosi palazzi nobiliari (di cui rimangono oggi Villa Pontoni ed edificio Cristofoli-Mosca), il Palazzo comunale (oggi Palazzo Frangipane) e le Carceri, demolite dopo il terremoto. Del 1797 la città conobbe un breve periodo di dominazione francese, per entrare poi a far parte del Regno Lombardo-Veneto e dunque dominio austriaco. Nel 1866 la cittadina fu annessa al Regno d'Italia, diventando capoluogo mandamentale. Negli stessi anni, la città conobbe uno sviluppo urbanistico che trova il suo apice durante la Belle Epoque: in questo periodo vengono infatti eretti numerosi edifici di pregio (villa Moretti, villa delle Rose, villa Aganoor, ecc.), con annessi parchi e giardini, che risultò in un conseguente sviluppo economico. A quegli stessi anni risalgono infatti anche la costruzione del cascamificio di Bulfons, della linea tranviaria Udine-Tarcento, della diga di Crosis e di numerosi opifici legati alla lavorazione della seta, che accrebbero lo sviluppo economico e sociale del paese e che incentivarono inoltre il turismo, rendendo Tarcento una metà di villeggiatura piuttosto importante. Durante le due guerre venne risparmiata da occupazioni violente e bombardamenti. Tuttavia nel 1976 fu rasa al suolo dal disastroso terremoto del Friuli, perdendo parte del fascino che la aveva caratterizzata fino ad allora e, dopo una ricostruzione parziale dei principali edifici storici, iniziò a perdere prestigio turistico, andando incontro ad un calo demografico accompagnato ad un cessare di numerose attività economiche legate al settore turistico.

### Il terremoto
Nel 1976 fu devastato dai terremoti del 6 maggio e del 15 settembre, che provocarono enormi crolli e danni. Molti crolli furono favoriti dall'età avanzata degli edifici, che erano stati risparmiati dalle devastazioni delle 2 guerre mondiali. Dopo il terremoto venne riedificato completamente con criteri antisismici.

### Simboli
Lo stemma e il gonfalone sono stati concessi con DPR del 26 gennaio 1954.
Il gonfalone è un drappo di azzurro.

## Società

### Evoluzione demografica
Abitanti censiti

### Etnie e minoranze straniere

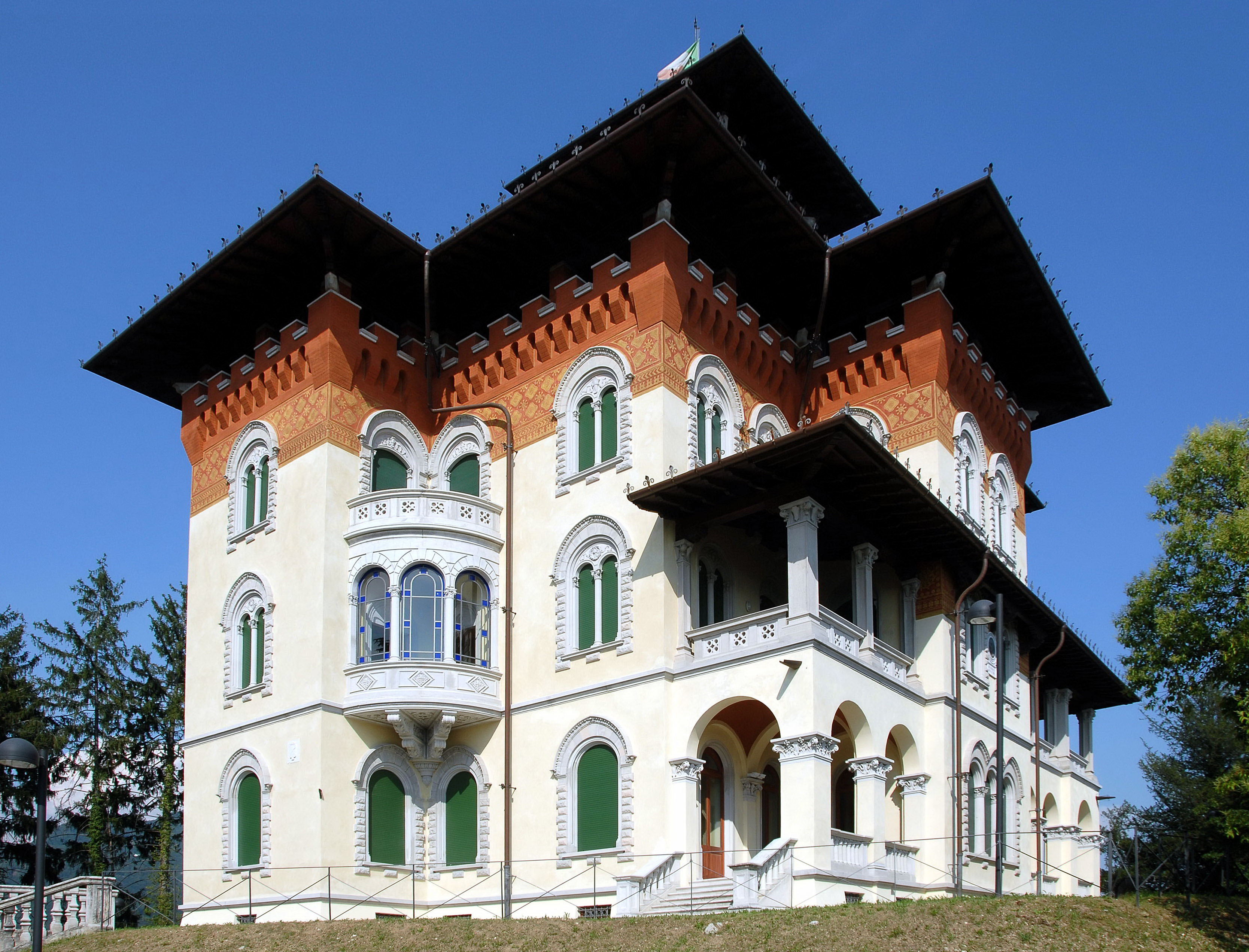
Villa Moretti, in stile liberty. Fatta erigere come abitazione nobiliare nei primi del '900, ora è adibita a servizi catering e mostre temporanee.

Al 31 dicembre 2015 gli stranieri residenti nel comune sono 609, ovvero il 6,76% della popolazione. Di seguito sono riportati i gruppi più consistenti:
1. Romania, 160
2. Marocco, 73
3. Serbia, 50
4. Ucraina, 48
5. Albania, 33
6. Macedonia del Nord, 31
7. Bosnia ed Erzegovina, 23

### Lingue e dialetti

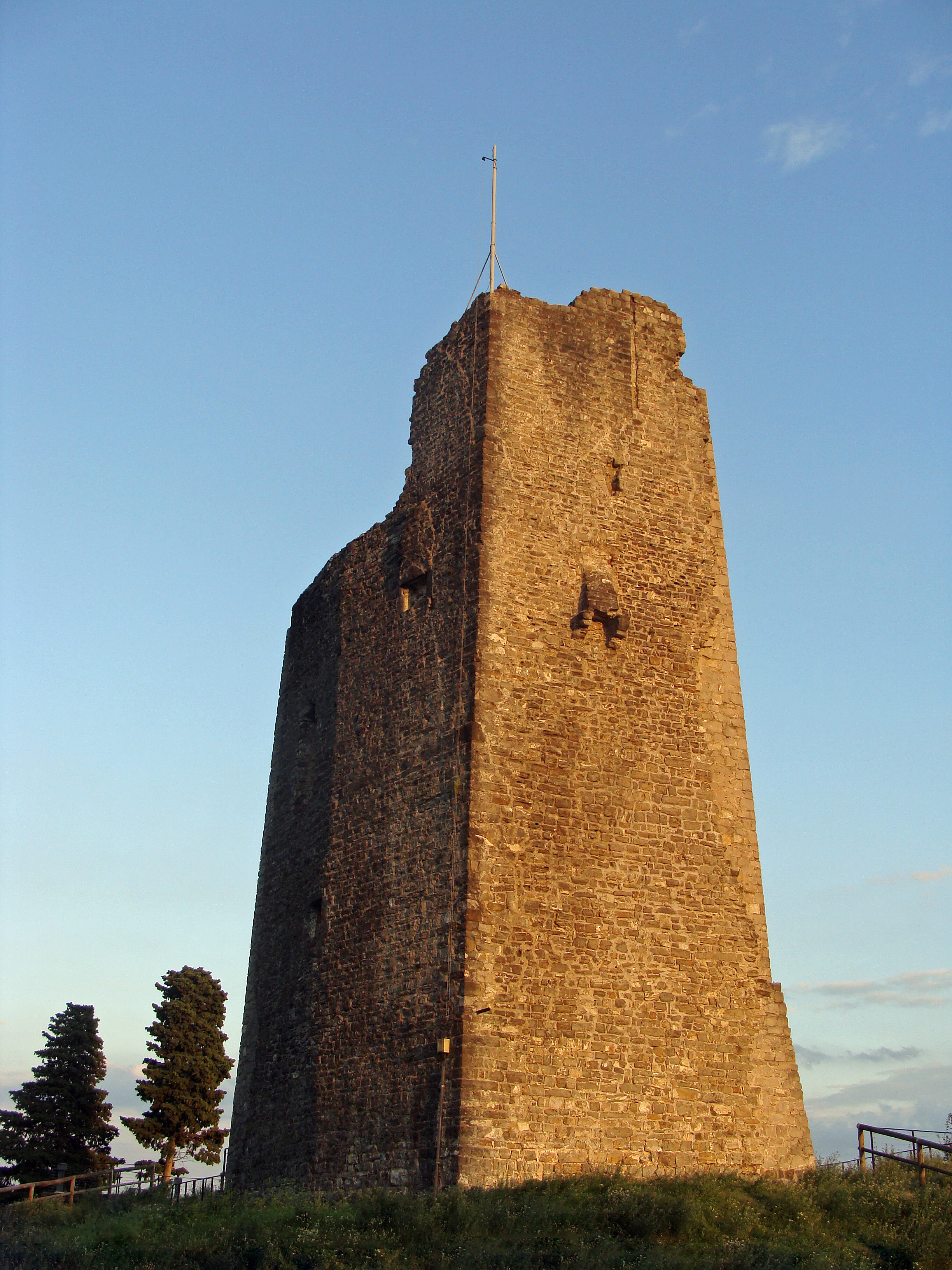
Il rudere del castello di Coia.

Crocevia tra le valli slavofone dell'Alta Val Torre e la zona collinare friulanofona dell'Alta Pianura Friulana a Tarcento, accanto alla lingua italiana, la popolazione utilizza la lingua friulana, nella sua variante centro-orientale Ai sensi della Deliberazione n. 2680 del 3 agosto 2001 della Giunta della Regione autonoma Friuli-Venezia Giulia, il Comune è inserito nell'ambito territoriale di tutela della lingua friulana ai fini della applicazione della legge 482/99, della legge regionale 15/96 e della legge regionale 29/2007
Nonostante studiosi come lo slavista Pavle Merku e il folclorista Dino del Medico partendo dalla toponomastica di alcune frazioni settentrionali della città di Tarcento come Sammardenchia (dallo slavo Smrdéča, sorgente d'acqua putrida) e Zomeais (da Zamlja, ovvero "terra") abbiano avanzato l'ipotesi che in alcune zone di Tarcento fosse un tempo diffuso il dialetto po nasen, ad oggi questa parlata risulta definitivamente scomparsa dal comune. Tale tesi risulta essere avvalorata da un'indagine portata avanti dal linguista francese Jan Baudouin de Courtenay alla fine dell'ottocento, i cui risultati, pubblicati per la prima volta in Russia nel 1904 in un'opera intitolata "Materialen zur sudslavischen Dialektologie und Etnographie, II. Sprachenproben in den Mundarten der Slaven von Torre in Nordost Italien", testimoniano che alla fine dell'ottocento nella frazione tarcentina di Ciseriis, allora comune aparte, convivesse col friulano un dialetto slavo simile a quello dell'Alta Val Torre, al tempo tuttavia già in deperimento ed entrato definitivamente in disuso a partire dagli inizi del ventesimo secolo.

### Tradizioni e folclore
Ne "La Cjase dai Tomâts" sono esposte le caratteristiche maschere di legno che un tempo venivano realizzate per il Carnevale: lo spazio espositivo è gestito dall'associazione "Mascarârs di Tarcint", che organizza corsi e laboratori per mantenere viva questa attività artigianale della tradizione locale.

## Cultura

### Eventi
L'Epifania è celebrata a Tarcento con l'accensione del tradizionale Falò di inizio anno, detto Pignarûl. Il 5 gennaio si svolge il "Palio dei Pignarulârs", una corsa di carri infuocati nelle vie del centro. Il 6 gennaio si tiene una rievocazione storica in costume e una fiaccolata sale poi fino al rudere del castello di Coia: qui viene acceso il Pignarûl grande e il Vecchio Venerando, osservando la direzione del fumo, trae auspici per l'anno nuovo.
A fine giugno ha luogo la tradizionale festa di San Pietro, patrono del paese, e della ciliegia duracina, tipica del territorio.
In estate si svolge il "Festival dei cuori", una rassegna internazionale di balli folkloristici, nata nel 1965 su iniziativa di Vittorio Gritti .

## Geografia antropica

### Frazioni

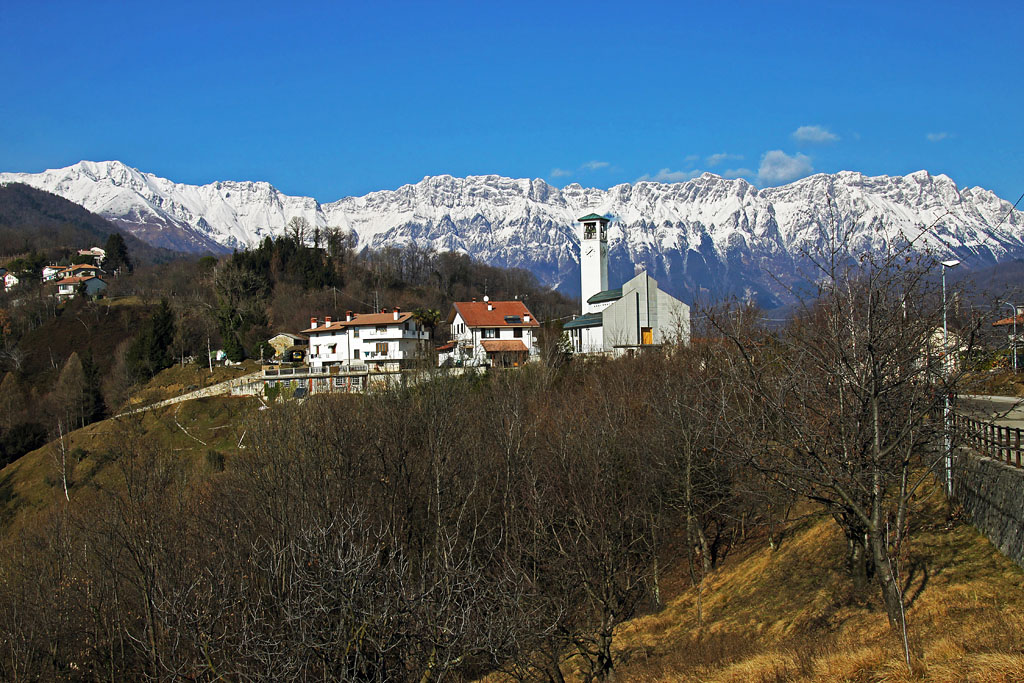
Coia

Bulfons
Sorge sulla sponda destra del Torre, circa un chilometro a nord di Tarcento, e si è sviluppata dal punto di vista urbanistico agli inizi del Novecento, attorno al grande complesso dell'industria tessile, che in passato ha assunto un ruolo fondamentale per l'economia del territorio tarcentino.
Bulfons è località CAP, pertanto può essere indicato negli indirizzi postali "33017 Bulfons UD" senza riferimenti al comune di Tarcento.
Ciseriis
La frazione è situata all'imboccatura della Val Torre, sulla riva sinistra del torrente.
L'origine del nome (dal friulano Cjarièsis), rimanda all'antica vocazione di questa ed altre località collinari del tarcentino per la coltivazione delle ciliegie. Andando per sentieri a fine primavera è ancora possibile incontrare vecchi alberi carichi di ciliegie duracine, la varietà che meglio si adatta al clima locale.
Fino al 1480 Ciseriis fu sede del Vicariatus Sclaborum, il cui vicario garantiva l'assistenza religiosa alle popolazioni slavofone residenti nella zona a nord di Tarcento, da Coia a Sedilis all'Alta Val Torre (zone oggi in gran parte friulanizzate o italianizzate). Il 20/11/1866 Ciseriis venne annesso al Regno d'Italia. Fu sede comunale sino al 1928 (codice Belfiore C731), quando venne aggregato al territorio comunale di Tarcento.
Il patrono del paese è san Carlo Borromeo, che si festeggia il 4 novembre.
Coia
Dalla collina di Coia si possono ammirare i più bei panorami di Tarcento e dei suoi dintorni, percorrendo antichi sentieri tra vigne, olivi e castagni. Patrono del paese è San Lorenzo, festeggiato 10 agosto. In occasione dell'Immacolata Concezione, l'8 dicembre, si svolge inoltre una processione di antichissime origini, percorrendo il cosiddetto Zîr de Madone; per l'occasione è distribuito del vino novello, denominato vin de Madone.
Collalto

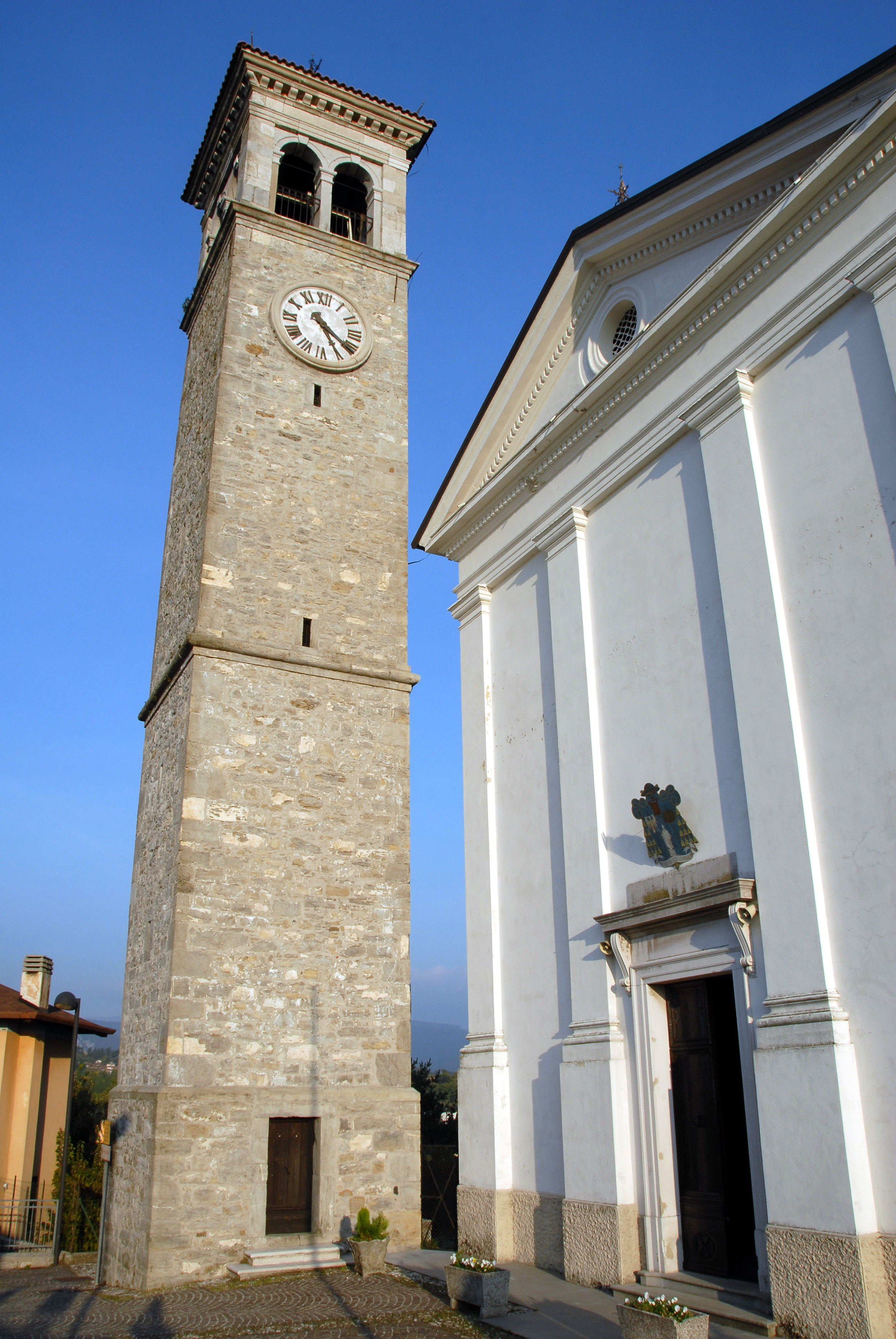
Chiesa Parrocchiale a Collalto

Collalto (Cuelalt in friulano) è località CAP, pertanto può essere indicato negli indirizzi postali "33017 Collalto UD" senza riferimenti al comune di Tarcento.
Collerumiz
È la frazione più occidentale del comune ed è posta su un colle eocenico, lambito a nord-ovest dal corso del rio Urana e collegato a sud, attraverso una serie di bassi rilievi, con il poggio di Collalto.
Il paese è formato dal borgo principale, Nanini, e dai due piccoli agglomerati rurali di Borgo del Pino e Anzil.
La prima domenica dopo Pasqua si festeggia san Giuseppe sposo di Maria. La chiesa parrocchiale, a lui dedicata, fu costruita tra il 1850 ed il 1860; all'interno si trova un affresco raffigurante la Beata Vergine Maria, eseguito nel 1930 dall'artista Tita Gori di Nimis.
Loneriacco
La frazione di Loneriacco si colloca nell'ambito delle colline meridionali del comune, alla destra del fiume Torre.
Il centro abitato ha mantenuto la struttura medievale raccolta attorno al colle della chiesa dei santi patroni Gervasio e Protasio (citata già in documenti del 1360), che si festeggiano il 19 giugno. All'interno della chiesa si trovano tre altari: il maggiore, in marmo, è dedicato ai Martiri titolari; il secondo alle Anime purganti; il terzo a sant'Antonio da Padova. Nelle vicinanze di Loneriacco si trova l'antico borgo turrito di Villafredda, autentica perla architettonica nella cornice naturale dei colli meridionali.
Molinis
Parte centro-meridionale della città, alla destra del Torrente Torre.
Pradandons
Parte meridionale-orientale del Comune, alla sinistra del Torrente Torre
Sammardenchia
Zona settentrionale della città, parte integrante della frazione di Coia.
Malemaseria
Zona settentrionale del Comune, sorge ai piedi sul versante sud del monte Stella
Noglareda
Sedilis
Zona centro-settentrionale della città.
Segnacco
Stella
Useunt
Zomeais
A Crosis di Tarcento tra 1897 e 1901 c'è, secondo Carlo Semenza la diga ad arco più vecchia d'Italia costruita, per rifornire d'acqua la centralina elettrica del cascamificio di Bulfons, dalla Società Arturo Malignani-Volpe-Armellini.

## Infrastrutture e trasporti
Tarcento è attraversata dalla strada statale 13 Pontebbana, importante strada di collegamento con la Carnia e l'Austria verso nord e con il Veneto verso sud.
La città dispone di una stazione ferroviaria, posta lungo la ferrovia Pontebbana.
Dal 1927 al 1959 l'abitato disponeva inoltre di un collegamento con Udine costituito dalla tranvia Udine-Tarcento, nota in loco con il soprannome di "tram bianco".

## Amministrazione
Sindaci dal 1995
| Periodo | Periodo   | Primo cittadino    | Partito       | Carica  | Note |
| ------- | --------- | ------------------ | ------------- | ------- | ---- |
| 1993    | 1997      | Michela Gasparutti | Lega Nord     | Sindaco |      |
| 1997    | 2001      | Lucio Tollis       | Lista civica  | Sindaco |      |
| 2001    | 2006      | Lucio Tollis       | Lista civica  | Sindaco |      |
| 2006    | 2011      | Roberto Pinosa     | Centro destra | Sindaco |      |
| 2011    | 2016      | Celio Cossa        | Lista civica  | Sindaco |      |
| 2016    | 2021      | Mauro Steccati     | Lega Nord     | Sindaco |      |
| 2021    | in carica | Mauro Steccati     | Lega Nord     | Sindaco |      |

### Gemellaggi
- Unterföhring, dal 2008
- Plezzo
- Arnoldstein

## Galleria d'immagini

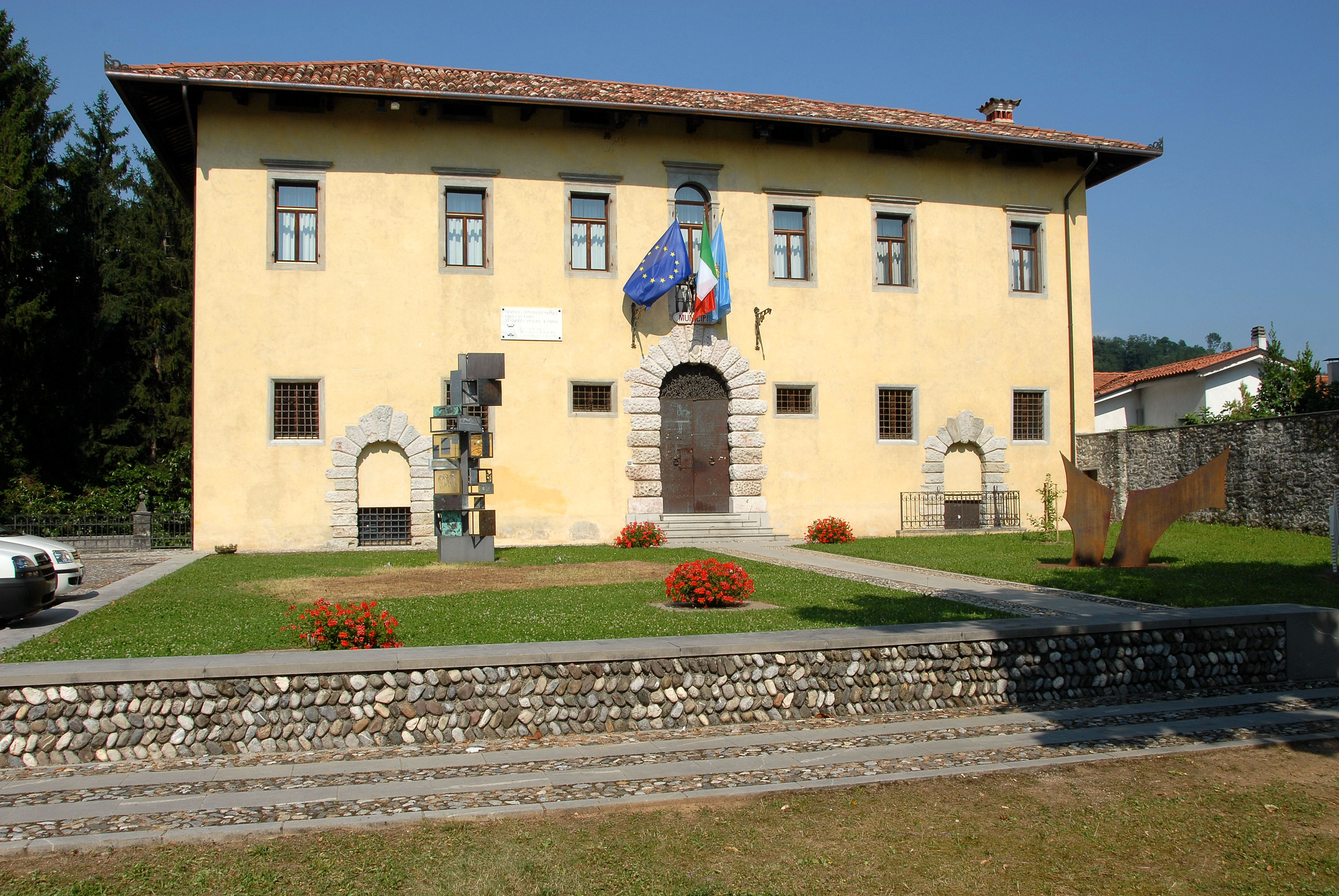
Palazzo Frangipane
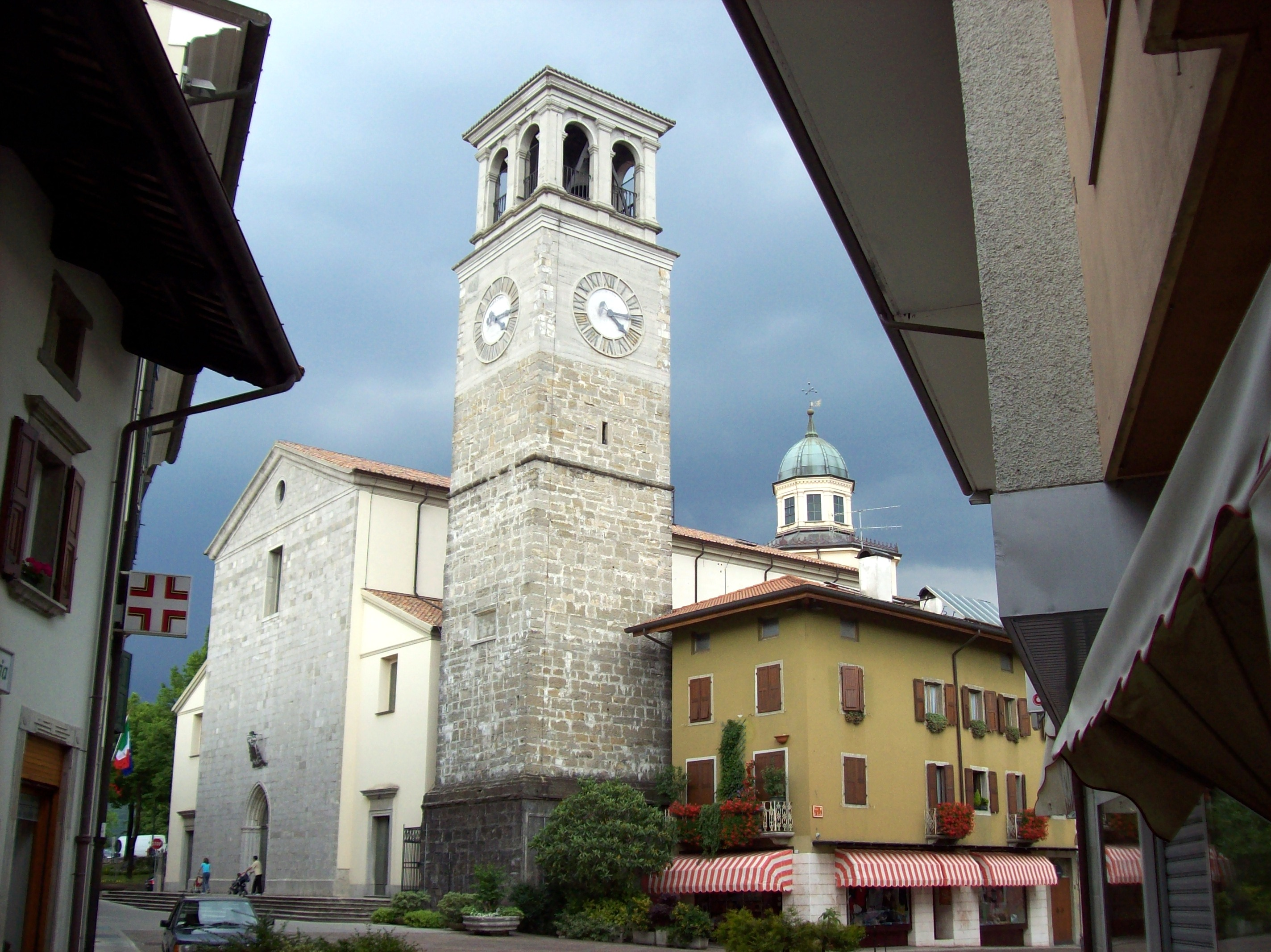
Pieve arcipretale di San Pietro
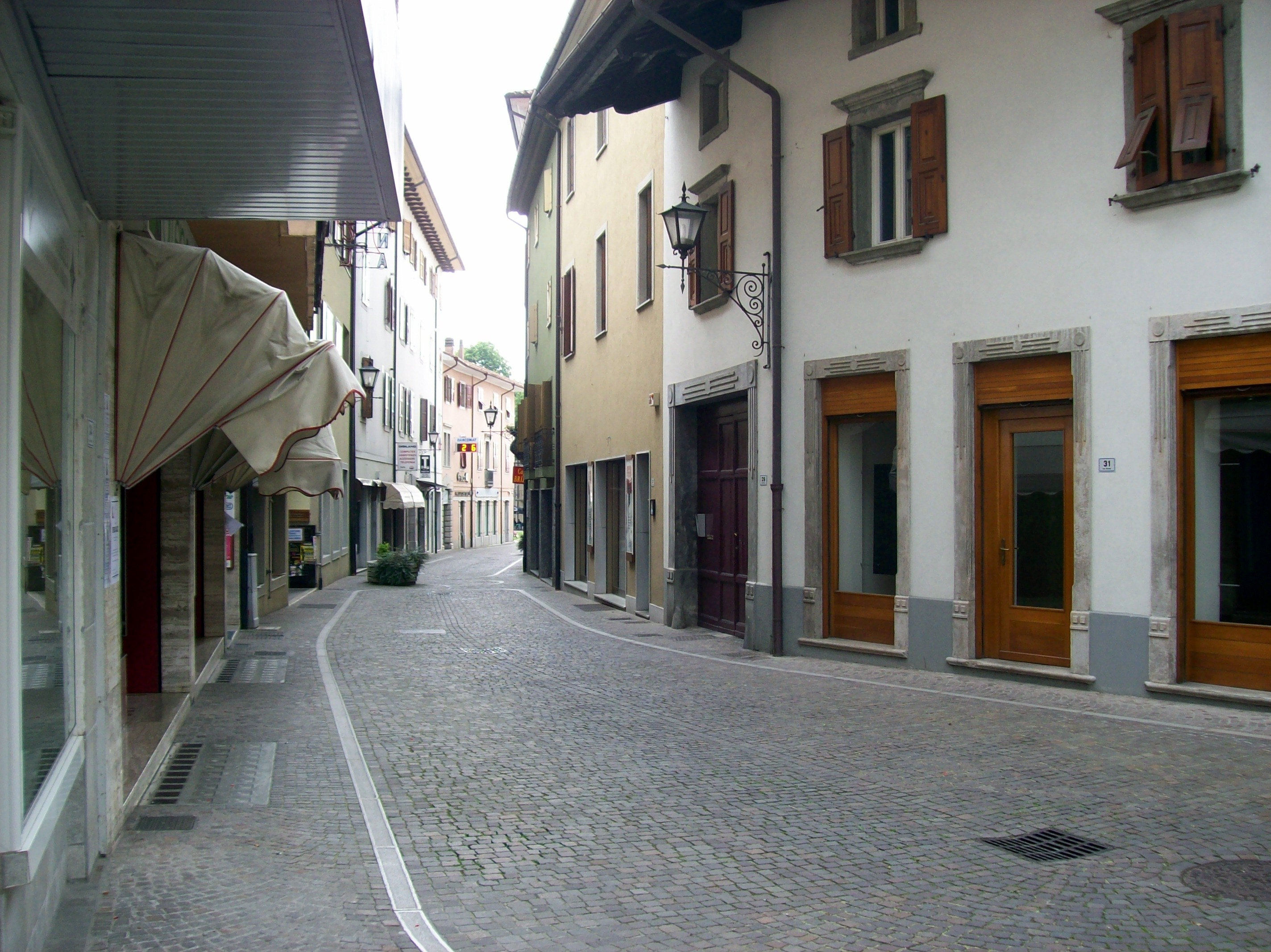
Scorcio della via Roma
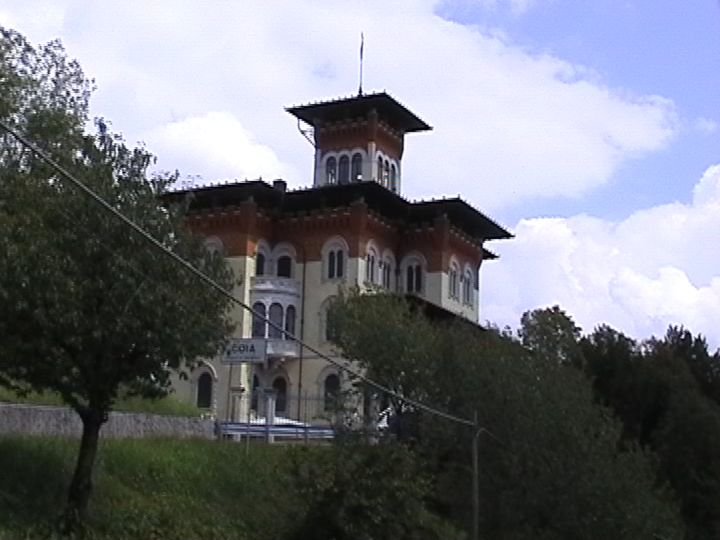
Villa Moretti
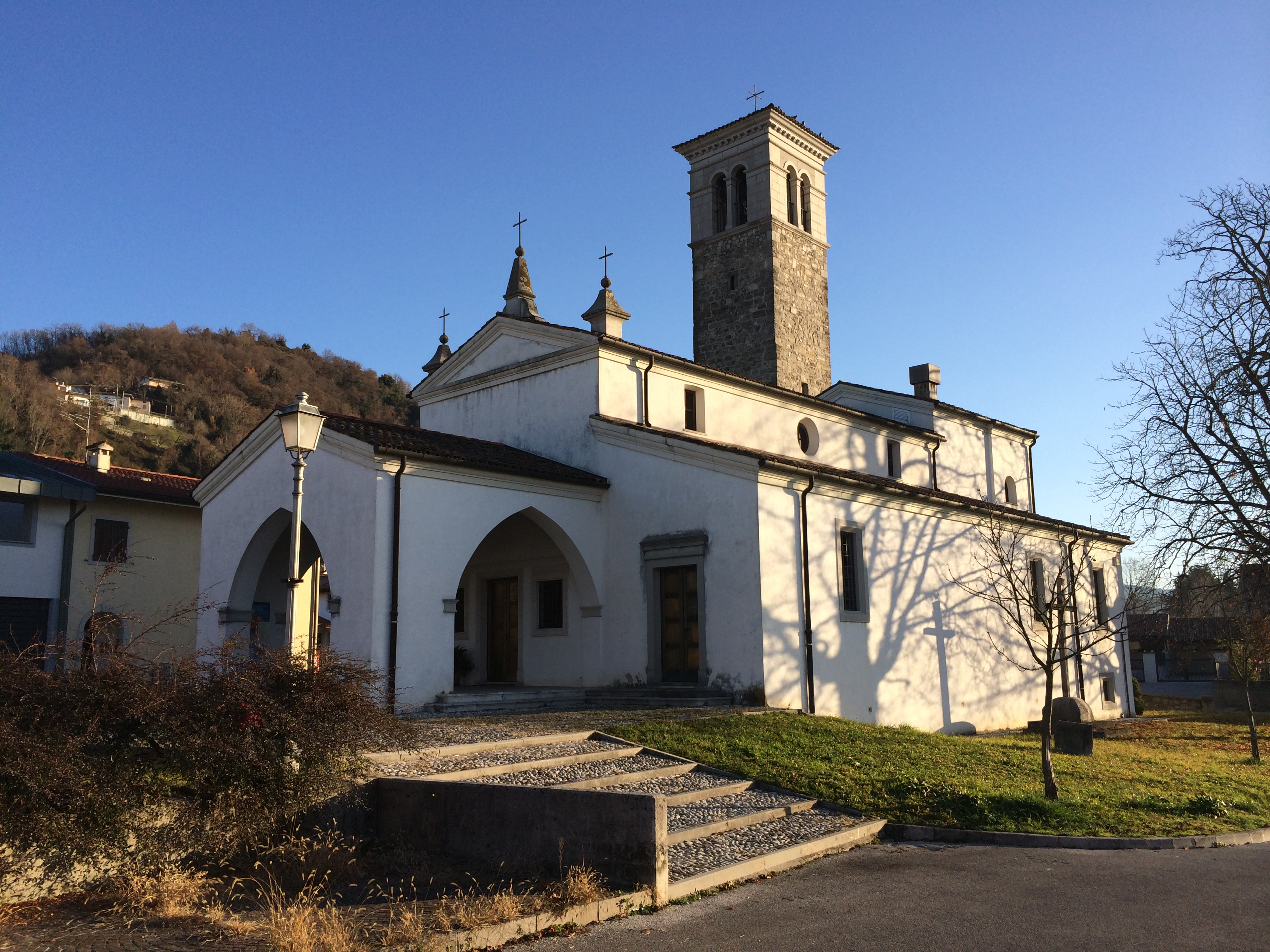
Chiesa della Madonna del Giglio (Tarcento)